# Kroger Field

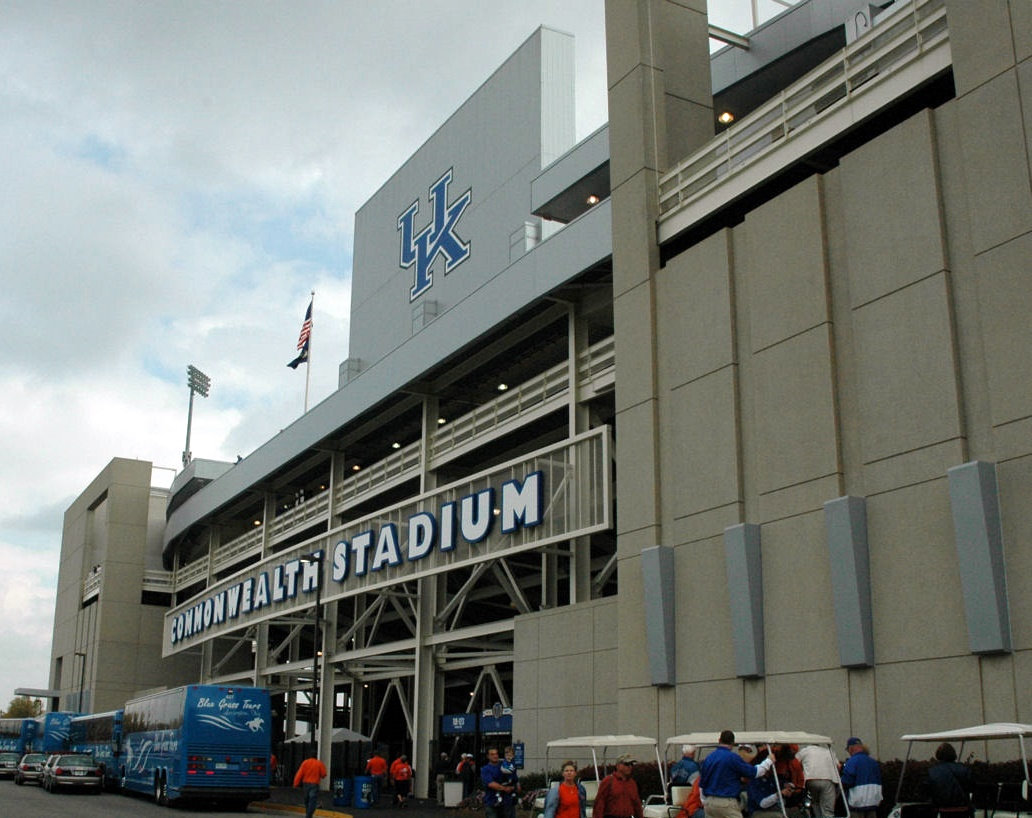
Ingången till Commonwealth Stadium

Kroger Field, tidigare Commonwealth Stadium, är en utomhusarena i Lexington, Kentucky i USA. Det ligger vid University of Kentucky, och öppnades 1973. Här spelar Kentucky Wildcats amerikansk fotboll.